# Deutscher Bäckersängerbund
Der Deutsche Bäckersängerbund, auch Deutscher Bäckersänger-Bund oder Deutscher Bäcker-Sängerbund (DBSB) genannt, ist der zentrale Verband der Bäcker-Chöre in Deutschland.

## Geschichte
Nachdem 1878 die ersten deutschen Bäckersängerchöre gegründet worden waren, darunter der Gesangverein der Bäckermeister Hannover-Linden,  und die Chorgemeinschaft des Bäckerhandwerks Leipzig, 1880 der Chor der Stuttgarter Bäcker "Philia",   wurde 1925 der Deutsche Bäckersängerbund gegründet.
In der Nachkriegszeit eröffnete der Deutsche Bäckersängerbund sämtliche Internationalen-Back-Ausstellungen (iba) mit einem großen Chorkonzert.
2020 waren dem DBSB acht Landessängerbünde und ein Gesamtfrauenchor angeschlossen. In insgesamt 26 Bäckerchören sangen 538 Sängerinnen und Sänger, viele davon in gemischten Chören.